# Грозове каміння
«Грозове каміння» (англ. Thunderstone) — австралійський дитячий науково-фантастичний телесеріал Джонатана Шиффа. Головного героя Ноя грає Джеффрі Вокер, відомий своїми ролями у телесеріалах «Дитя океану», «Маніфест Вейна» і «Дзеркало, дзеркало».
Дія відбувається у 2020 році на Землі, спустошеній падінням комети Немезида. Головний герой Ной Деніелс, його сім'я та інші люди, що вижили після катастрофи, живуть у підземній колонії, що називається «Північне сідло». На поверхні планети неможливо жити через сильний холод і постійні хуртовини. Падіння комети знищило все тваринне життя. Про вимерлих тварин діти дізнаються з уроків, що проводяться з використанням спеціальних окулярів. Ной випадково змушує окуляри працювати як машину часу та опиняється в іншій епосі, пригоди в якій можуть врятувати сучасну йому Землю.
Спочатку серіал демонструвався на телеканалі «Network Ten». Перший і другий сезони також транслювалися на каналі «ABC». В Україні серіал транслювався на каналах «ТЕТ», «Новий канал», «НТН» та «Київ».

## Сюжет

### Перший сезон
У 2002 році комета Немезида впала на Землю, знищивши все життя на поверхні. Підліток Ной Деніелс живе в підземному сховищі «Північне сідло» разом з іншими вцілілими, народжений вже після катастрофи. Сховище забезпечене високими технологіями, проте вилазки на поверхню, де лютують хуртовини, лишаються небезпечними. Ной захоплюється пригодами у віртуальній реальності на голографічній палубі (голодеку), які бачить за допомогою спеціальних окулярів PH-T. Цікавлячись як вони працюють, хлопець потай пробирається в голодек. Через злам ним системи безпеки, Ной переноситься в інший час та опиняється в пустелі.
Ноя схоплюють місцеві жителі, хлопець думає, що опинився в минулому. Невдовзі він розуміє, що перенісся на 65 років уперед, у 2085. У місці, що називається Рай, живе група підлітків «номадів», яких очолює дівчина Арішка. Вони переховуються від жорстокого тирана Тао, що забирає людей в рабство для видобутку «грозового каміння» — цінного мінералу, з якого складається ядро комети. Спочатку Ной прагне повернутися назад, але скоро усвідомлює, що повинен допомогти в боротьбі з Тао. На боці тирана виявляються володарі високих технологій, наданих кимось невідомим — Покровителі. Грозові камені слугують джерелом енергії та подовжують життя Покровителям. З номадами Ной переносить з минулого тварин і допомагає жителям пустелі та навколишніх саван.
Коли Ной правильно програмує окуляри і повертається у свій час, його з новою подругою Женевою арештовують за викрадення цінного обладнання. Несподівано їх рятує вчитель Преторіус. Він заряджає PH-T, щоб Ной втік у Рай. Преторіус організовує відправку жителів сховища в майбутнє, але як виявляється, для заслання на рудники. Учитель розповідає як відкрив подорожі в часі та надзвичайні можливості грозових каменів. Він таємно керує Тао, щоб заволодіти могутністю та побудувати нову цивілізацію. Преторіус пропонує Ною стати його помічником в обмін на свободу батьків.
Ной з номадами знищує грозові камені, Преторіус гине в полум'ї. Підліток вирішує повернутися з жителями сховища у минуле, щоб забезпечити настання майбутнього.

### Другий сезон
У Раю настає посуха, спричинена незвичайними електричними грозами, яка загрожує вимиранням всьому живому. Ной в минулому виявляє поряд з «Північним Сідлом» собаку Доллі, яку він раніше переніс до Раю з минулого. Попри заборону Тріумвірату, Ной вирушає в майбутнє довідатися як це могло статися. Замість себе він лишає голограму, що невдовзі розкриваються дорослі. В Раю ж з'являється четверо молодих людей, що виявляються прибульцями зі ще пізніших часів. На чолі з Мією, ці прибульці втираться в довіру до номадів і Ноя з метою повернутися. Коли підліток повертається у «Північне сідло», він здогадується, що Мія щось приховує, але йому забороняють подорожувати в часі. Заручившись допомогою друзів, йому вдається знову вирушити в Рай.
Виявляється, Мія та її троє братів відправили собаку Доллі в минуле, щоб спровокувати Ноя вирушити в Рай. Вони пояснюють мету свого прибуття необхідністю запустити погодну машину, яка припинить посуху, та для неї необхідно дуже багато енергії. Прибульці змушують дістати для них куб чистого грозового каменю, який вони насправді викрали зі свого світу — Срібного міста 2235 року, з метою захопити владу.
Ной однак вирішує скористатися ним з іншою метою — знищити комету в 2002 році. Спочатку він намагається переконати генерала Карднелла допомогти йому, але той не вірить, що комету можливо знищити тільки іншим грозовим каменем. Тоді Ной пробирається на телебачення, де попереджає людей про катастрофу, хоча й безуспішно. Тікаючи від генерала, він повертається у Рай. Від матері він дізнається, що вона була в центрі керування ракетою Карднелла, тому він не може взяти її з собою в минуле. Ной створює промінь, що телепортує куб до комети, підриваючи її. Проте всі друзі з майбутнього та Мія з її поплічниками зникають, оскільки історія змінилася. В останню мить хлопець виявляє, що стрибок у часі може зберегти дорогих йому людей, викинувши їх з основного потоку історії.

### Третій сезон
У новій історії падіння комети не сталося, вона була зруйнована і утворила кільце грозових каменів навколо Землі. Ной доживає до 2020 року, де стає відомими завдяки винаходу червоточин. Подорожі в часі й просторі стають простими, але несподівано крізь червоточину прибуває банда підлітків і викрадає Арішку. Ной з номадами вирішує слідом, вони опиняються на планеті E-Delta, де життя підтримує тільки машина Біоплекс. Ватажок банди Драко повертається на Землю, щоб помститися Ною за скрутне життя. Він стверджує, що в 2063 Ной, котрий керував колонізацією E-Delta, зрадив колоністів, забравши дорослих і лишивши дітей та підлітків самих. Для помсти планується підірвати кільце навколо Землі. Коли рівень живлення Біоплекса падає, він вимагає дати йому контейнер грозового каменю в обмін на полонених друзів. Однак Драко не дотримується слова, забирає камінь і руйнує червоточину на Землю. Там він зі спільниками конструює робота, який повинен доставити контейнер у кільце, щоб спричинити вибух.
Плануючи порятунок друзів і планети, Ной зустрічає голограму себе з майбутнього. Той розповідає як відкриття червоточин виснажило запаси елементу прутанію на безплідній E-Delta. Дорослі вирушили на переговори, але загубилися, не діставшись до Землі. Ной береться вирахувати координати зниклих. Коли він рятує Драко, той стає на бік Ноя. Спільник Драко, Айвен, задумує все ж задовольнити бажання підлітків у помсті. Він підриває кільце, його астероїди й метеори починають падати. Та запуск робота вимагав забагато прутанію, на E-Delta через його видобуток починаються землетруси, як наслідок обом планетам загрожує загибель.
Земляни в цей час відкривають, що грозовий камінь здатний зробити ґрунт E-Delta родючим. Ной з матір'ю придумує спрямувати надлишок енергії від E-Delta для того, щоб телепортувати пояс грозових каменів до колонії. Після цього він вирішує відвернути помилки майбутнього та зробити колонію придатною для життя. Особисто підірвавши астероїд, він спричиняє випадіння грозового каміння на планету, що робить усю її родючою. В останню мить Драко відкриває червоточину, яка переносить Ноя назад.
За якийсь час E-Delta стає зеленою і евакуйовані дорослі повертаються на неї. Ной ділиться з Арішкою планами почати заселення ще однієї планети.

## У ролях
- Джеффрф Волкер (англ. Jeffrey Walker) — Ной Деніелс (англ. Noah Daniels)
- Мереоні Вукі (англ. Mereoni Vuki) — Арішка (англ. Arushka)
- Деніел Даперіс (англ. Daniel Daperis) — Чіп (англ. Chip)
- Натан Вентворт (англ. Nathan Wentworth) — Кван (англ. Kwan)
- Кейт Келті (англ. Kate Keltie) — Бекі Деніелс (англ. Becky Daniels)
- Ніккі Коґгілл (англ. Nikki Coghill) — Ліз Деніелс (англ. Liz Daniels)
- Ендрю Ларкінс (англ. Andrew Larkins) — Саймон Деніелс (англ. Simon Daniels)
- Деміен Фотіу (англ. Damien Fotiou) — Санденс (англ. Sundance)
- Анна-Грейс Гопкінс (англ. Anna-Grace Hopkins) — Женева (англ. Geneva)
- Стюарт Галуж (англ. Stuart Halusz) — Тао (англ. Tao)
- Єлена Мендаліс (англ. Elena Mandalis) — Джетт (англ. Jett)
- Джерард Кеннеді (англ. Gerard Kennedy) — доктор Преторіус (англ. Dr. Pretorius)
- Ліанна Велсман (англ. Leeanna Walsman) — Мія (англ. Myah)
- Пол Зебровські (англ. Paul Zebrowski) — Драко (англ. Drako)
- Крістофер Шлассер (англ. Christopher Schlusser) — Айвен (англ. Ivan)

## Сприйняття
Оцінка на сайті IMDb — 7,9/10.
Телесеріал отримав дві нагороди та дві номінації.